# Dokumentacja projektowo-kosztorysowa
Dokumentacja projektowo-kosztorysowa - zbiór dokumentów, w którym podany jest sposób rozwiązywania zagadnień technicznych, ekonomicznych i organizacyjnych oraz koszt wykonania projektowego obiektu, jego części lub pojedynczego urządzenia. Poza podaniem wszystkich szczegółów wykonania obiektu, stanowi podstawę do ustalenia i zatwierdzenia środków materialnych i finansowych oraz środków, sił i innych elementów niezbędnych do realizacji inwestycji. Na podstawie dokumentacji projektowo-kosztorysowej przeprowadza się również analizę i kontrolę prawidłowości technicznej inwestycji, ekonomiczności zużycia i środków finansowych, a następnie kontrolę działalności eksploatacyjnej obiektu.
Dokumentacja projektowo-kosztorysowa obiektu budowlanego na ogół opracowywana jest w kilku fazach, różniących się głównie szczegółowością rozwiązań poszczególnych zagadnień. Rozróżnia się stadia (fazy) opracowywania dokumentacji projektowej:
- Koncepcja projektowa - dawniej nazywana koncepcją programową inwestycji.
- Projekt budowlany - wymagany do uzyskania pozwolenia na budowę.
- Projekt wstępny - nazywany również projektem podstawowym, a dawniej założeniami techniczno-ekonomicznymi.
- Projekt techniczny - częściej określany jako Projekt wykonawczy.
- Dokumentacja jednostadiowa